# Dobri Voinikovo, Șumen
Dobri Voinikovo (în bulgară Добри Войниково) este un sat în comuna Hitrino, regiunea Șumen,  Bulgaria. 

## Demografie
Componența etnică a satului Dobri Voinikovo
     Turci (80,57%)
     Bulgari (18,28%)
     Nicio identificare (1,14%)
     Altele (0%)
La recensământul din 2011, populația satului Dobri Voinikovo era de 175 locuitori. Din punct de vedere etnic, majoritatea locuitorilor (80,57%) erau turci, cu o minoritate de bulgari (18,28%). Pentru 1,14% din locuitori nu este cunoscută apartenența etnică.